# Ambasciata d'Italia a Rabat
L'ambasciata d'Italia a Rabat è la missione diplomatica della Repubblica Italiana nel Regno del Marocco, con accreditamento secondario presso la Repubblica Islamica della Mauritania.
La sede è a Rabat, al civico 2 di Zankat Idriss Al Azhar, nel quartiere Hassan.

## Altre sedi diplomatiche dipendenti
Oltre l'ambasciata a Rabat, esiste una rete consolare italiana in Marocco:
| Tipologia                | Sede            | Zona di competenza |
| ------------------------ | --------------- | --- |
| Cancelleria consolare    | Rabat           | Rabat-Salé-Kenitra (solo prefetture e province di Rabat, Salé, Skhirate-Témara, Khemisset). È inoltre competente per la Mauritania. |
| Corrispondente consolare | Nouakchott      | Mauritania |
| Consolato generale       | Casablanca      | Béni Mellal-Khénifra, Casablanca-Settat, Dakhla-Oued Ed Dahab, Drâa-Tafilalet, Fès-Meknès, Guelmim-Oued Noun, Laâyoune-Sakia El Hamra, Marrakech-Safi, Regione Orientale, Souss-Massa, Tangeri-Tetouan-Al Hoceima e Rabat-Salé-Kenitra (solo province di Kenitra, Sidi Kacem e Sidi Slimane). |
| Vice Consolato onorario  | Agadir          | Prefetture e province di Agadir, Taroundant, Tiznit, Tata, Guelmin e Tan-Tan. |
| Vice Consolato onorario  | Marrakech       | Prefetture e province di Marrakech, Al Haouz, Chichaoua, Ouarzazate e Zagora. |
| Vice Consolato onorario  | Fès             | Fès-Meknès |
| Corrispondente consolare | Essaouira       | |
| Corrispondente consolare | Fquih Ben Salah | |
| Corrispondente consolare | Nador           | |
| Corrispondente consolare | Tangeri         | |